# Coca bamba

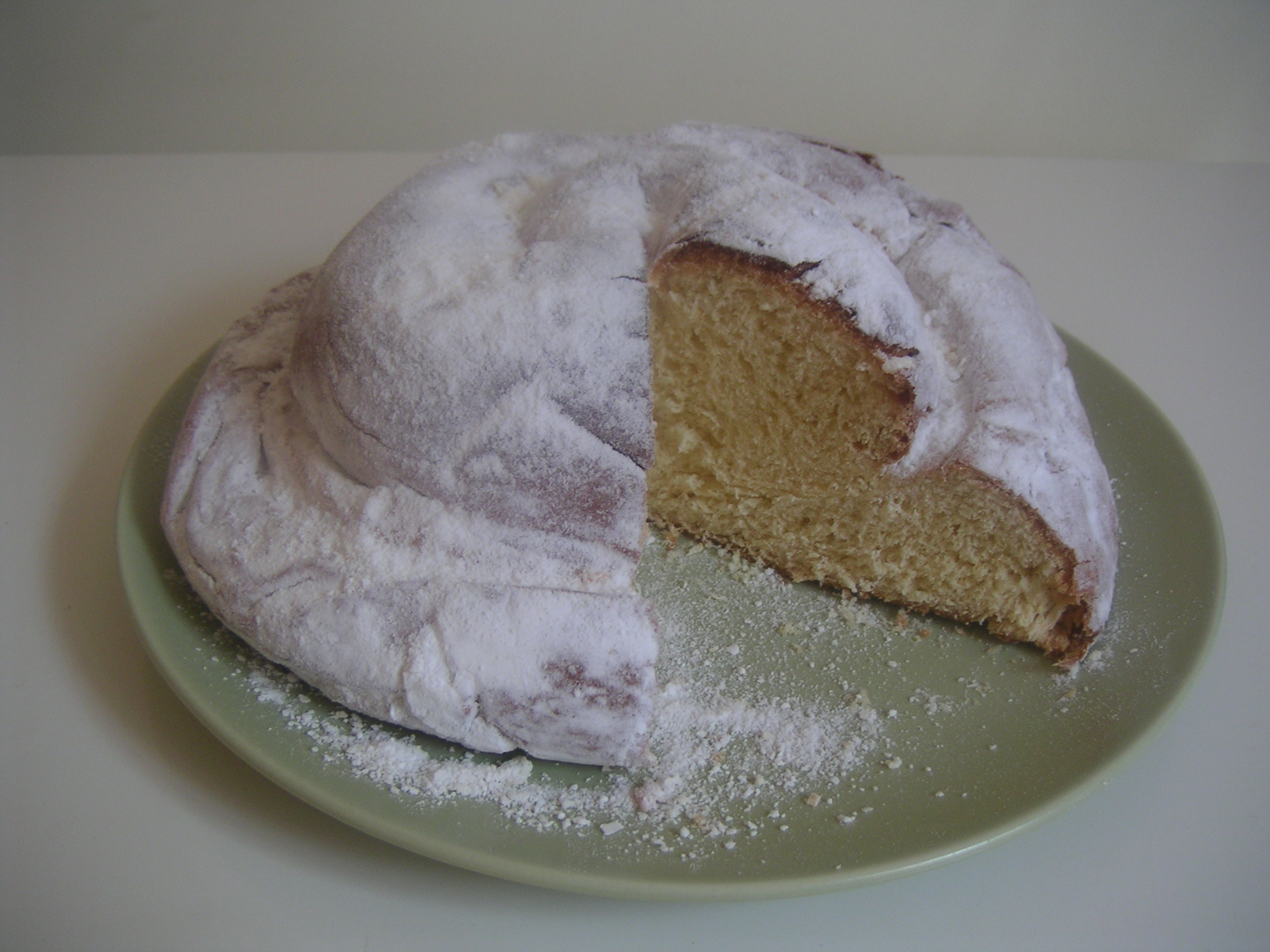
Coca bamba.

La coca bamba, conocida como coca de San Juan (coca de Sant Joan en catalán) en Ciudadela debido al consumo durante esa festividad, es una coca alta enroscada en forma de espiral típica de las fiestas patronales en Menorca. Se suele consumir también en invierno en la Comunidad Valenciana, mientras que la coca de llanda es más habitual en verano.

## Características
En Menorca, su pasta es elevada y compacta, mientras que en la Comunidad Valenciana suele ser más alargada y baja. Por otra parte, la forma menorquina de la bamba se aproxima bastante a la de la mona de Pascua valenciana, pero en el caso de la coca bamba nunca se quema por fuera. Se suele comer con chocolate caliente. No suele estar rellena de cremas ni confituras, pero con la misma pasta se hacen otras cocas de frutas, que pierden su forma de espiral característica.
Esta coca se hace con harina, manteca de cerdo, azúcar, levadura y agua. En las Islas Baleares lleva patata hervida, mientras que en Valencia no. La masa se deja crecer y después se le da su forma característica, se deja reposar nuevamente y finalmente se cuece al horno y se cubre con azúcar fino.